# Бориничі (станція)
Бори́ничі — проміжна залізнична станція Львівської дирекції Львівської залізниці на неелектрифікованій лінії Львів — Ходорів між станціями Вибранівка (7 км) та Ходорів (13 км). Розташована в селі Бориничі Стрийського району Львівської області.

## Пасажирське сполучення
На станції Бориничі зупиняються приміські поїзди сполученням Львів — Ходорів.